# Aktiebolaget Häxan Surtant
Aktiebolaget Häxan Surtant var SVT:s Jullovsmorgon under perioden 24 december 2006–7 januari 2007 i regi av Carl Englén. Föregående program var Häxan Surtant. Programmet gjordes i 15 avsnitt och har repriserats flera gånger.

## Om programmet
Programmet spelades in i Västertorp i Stockholms kommun och är den andra TV-serien om Häxan Surtant. I varje avsnitt när Häxan Surtant trollat bort något dyker TV-programmet Sagonytt upp, i vilket nyhetsankaret Programledartrollet berättar att någon trollat bort någonting, till exempel alla cyklar i världen. Programledartrollets kollega Älvan Ellen är programmets korrespondent. Berättaren (alternativt "Pratgubben") i detta program är Sven Björklund.

### Fotnoter
1. ↑  ”Svensk mediedatabas”. https://smdb.kb.se/catalog/search?q=%22Aktiebolaget+H%C3%A4xan+Surtant+%22+typ%3Atv&x=26&y=9. Läst 1 april 2011.